# Coelosphaera tubifex
Coelosphaera tubifex är en svampdjursart som beskrevs av Thomson 1873. Coelosphaera tubifex ingår i släktet Coelosphaera och familjen Coelosphaeridae. Inga underarter finns listade i Catalogue of Life.